# British-European-Airways-Flug 411
Auf dem British-European-Airways-Flug 411 (Flugnummer IATA: BE411, ICAO: BEA411, Funkrufzeichen: BEALINE 411) verunfallte am 14. März 1957 eine Vickers 701 Viscount, die sich auf einem internationalen Linienflug vom Flughafen Amsterdam-Schiphol zum Flughafen Manchester befand, kurz vor der geplanten Landung. Bei dem Unfall starben alle 20 Insassen der Maschine und zwei Personen am Boden.

## Maschine
Bei der verunglückten Maschine handelte es sich um die erste Vickers Viscount der Serie 701 mit der Werknummer 4, die Ende 1949 endmontiert und am 2. Januar 1950 mit dem Luftfahrzeugkennzeichen G-ALWE auf den Hersteller zugelassen wurde. Der Erstflug erfolgte am 20. August 1952 vom Brooklands Airfield, Weybridge, Surrey, England. Am 17. November 1952 wurde die Maschine auf British European Airways zugelassen. Das viermotorige Mittelstreckenflugzeug war mit vier Turboproptriebwerken des Typs Rolls-Royce Dart 505 ausgestattet. Bis zum Zeitpunkt des Unfalls hatte die Maschine eine Gesamtbetriebsleistung von 6.902 Betriebsstunden absolviert, auf die 4.553 Starts und Landungen entfielen.

## Insassen
Den Flug hatten 15 Passagiere angetreten. Es befand sich eine fünfköpfige Besatzung an Bord der Maschine. Der Flugkapitän verfügte über 6.915 Stunden Flugerfahrung, von denen 1.015 Stunden auf die Vickers Viscount entfielen. Der Erste Offizier konnte 7.314 Stunden Flugerfahrung vorweisen, von denen er 132 Stunden mit der Vickers Viscount absolviert hatte.

## Unfallhergang
Die Maschine befand sich nach einem routinemäßigen Flug aus Amsterdam im Anflug auf Manchester, als sie eine Meile vor dem Flughafen eine flache Rechtskurve abwärts flog. Der steuerbordseitige Rollwinkel nahm immer weiter zu und die Maschine verlor an Höhe. Die rechte Tragflächenspitze bekam daraufhin Bodenkontakt und die Maschine prallte 85 Yards weiter im Stadtgebiet von Manchester-Wythenshawe gegen Wohnhäuser, wobei sie in Brand geriet und die Häuser in Brand setzte. Alle 20 Insassen sowie eine Mutter und ihr Kleinkind, die sich in einem der zerstörten Häuser befanden, starben. Die Endposition der Maschine befand sich 900 Yards vor der Landebahn und 200 Yards rechts der Anfluggrundlinie.

## Ursache
Die Unfalluntersuchung ergab, dass  es aufgrund von Materialermüdung zum Bruch des 9/16-Zoll-Bolzens der unteren steuerbordseitigen Aufhängung der Landeklappe Nr. 2 gekommen war. Dies hatte zur Folge, dass das Querruder blockierte und die Maschine durch die veränderten aerodynamischen Eigenschaften unkontrollierbar wurde.